# Gniezno (stad)
Gniezno (Duits: Gnesen) is een stad in het Poolse woiwodschap Groot-Polen, gelegen in de powiat Gnieźnieński. De oppervlakte bedraagt 40,89 km², het inwonertal 68.943 (2017).
Gniezno was vermoedelijk de eerste hoofdstad van Polen van het begin van de Poolse staat in 966 (in het algemeen wordt de doop van Mieszko I, de eerste vorst van Polen, in 966 als het begin gezien) tot 1039, toen Krakau de nieuwe hoofdstad werd. Tot op de dag van vandaag is Gniezno de hoofdzetel van de Katholieke Kerk in Polen.
Tussen 1768 en de Poolse Delingen was Gniezno de hoofdstad van de provincie Gniezno.

## Geschiedenis
De naam Gniezno zou afkomstig zijn van het Poolse woord "gniazdo" (nest). Volgens een legende zwierf Lech, de legendarische stichter van de stam genaamd de Polanen, met zijn volk door het hedendaagse Poolse grondgebied op zoek naar een goede plek om zich te vestigen. Opeens zag hij een grote eik en daarin een adelaar in zijn nest. Lech besloot op deze plaats een nederzetting op te richten en nam de adelaar als symbool van zijn stam. De witte adelaar staat tot nu toe in de wapenschilden van zowel Gniezno als Polen.
De eerste archeologische sporen van menselijke activiteit in het hedendaagse Gniezno komen uit het Paleolithicum terwijl de vroegste sporen van een Slavische nederzetting uit de 8ste eeuw komen. De gedocumenteerde geschiedenis van Gniezno begint in de 10de eeuw. Rond 940 was Gniezno al een belangrijk centrum van een heidense cultus en een van de hoofdvestigingen van de Piast-heersers. Het is echter niet duidelijk wanneer precies Gniezno de hoofdstad van Polen werd. In 966 vond in Gniezno de doop van Mieszko I plaats, de eerste historische hertog van de Polen. Daarom was het de formele doop van de hele staat. De volgende belangrijke gebeurtenis was het Congres van Gniezno, de vergadering van Mieszko’s opvolger Bolesław I en Keizer Otto III van het Heilige Roomse Rijk in 1000. Tijdens het congres werd het Aartsbisdom Gniezno opgericht en de positie van Polen in Europa versterkt. Gniezno was ook de plaats waar de twee eerste Poolse koningen, Bolesław I en Mieszko II Lambert, werden gekroond.
Gniezno en Poznań werden in 1038 door Bretislav I, de hertog van Bohemen, binnengevallen en verwoest en als gevolg daarvan verplaatste de volgende koning, Casimir I, de hoofdstad naar Krakau. Onder de heerschappij van Wladislaus Odonic versterkte Gniezno zijn positie en rond 1239 kreeg Gniezno stadsrechten. Nog drie andere koningen werden in Gniezno gekroond, Bolesław II in 1076, Przemysł II in 1295 en Wenceslaus II in 1300. Gniezno werd in 1331 door de Duitse Orde verwoest. Het werd in 1515 en 1613 door branden getroffen en later vielen de Zweden binnen tijdens de Pools-Zweedse Oorlogen in 1656 en 1707. Daardoor verloor de stad zijn voorname positie in het land. De crisis duurde tot het einde van de 18de eeuw, toen Gniezno de hoofdstad van de Provincie Gniezno werd.
Als gevolg van de Tweede Poolse Deling in 1793 werd Gniezno een deel van het Koninkrijk Pruisen. In 1919 werd Gniezno dankzij de Opstand van Groot-Polen en de Vrede van Versailles weer aan Polen toegevoegd. Gniezno werd op 11 september 1939 door de Duitse troepen bezet tijdens de Tweede Wereldoorlog en op 21 januari 1945 werd de stad door het Rode Leger overgenomen.

## Verkeer en vervoer
- Gniezno heeft 3 stations. Naast het centrale station zijn er de haltes Wąskotorowe en Winiary. Vanuit Gniezno zijn er verbindingen in 4 richtingen.
- Ten westen van Gniezno ligt snelweg S5, tussen Poznań en Bydgoszcz. De route naar Bydgoszcz is deels een hoofdweg.

## Sport en recreatie
De Europese wandelroute E11 komt door Gniezno. De E11 loopt van Scheveningen via Duitsland, Polen en de Baltische staten naar Tallinn. Ter plaatse komt de route van het zuidwesten vanaf Lednogóra via Pierzyska. De route vervolgt na een grote slinger door bedrijventerreinen in zuidoostelijke richting naar het Jelonek bos en Kędzierzyn.

## Stedenband
- Veendam
- Speyer
- Esztergom
- Anagni
- Sergiev Posad
- Radviliškis
- Saint-Malo

## Geboren
- Arkadiusz Radomski (27 juni 1977), voetballer

## Externe link

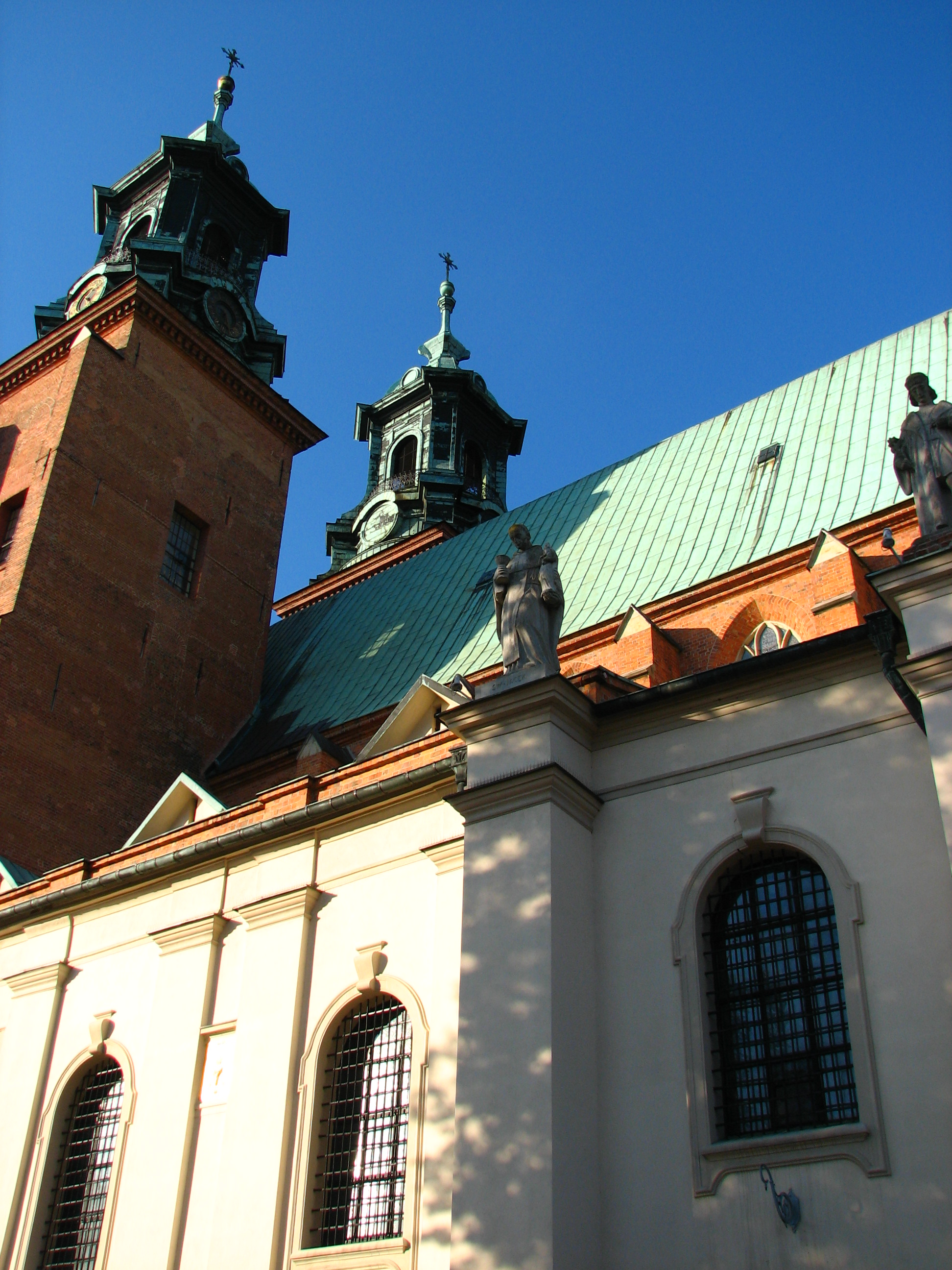
Basiliek van Gniezno

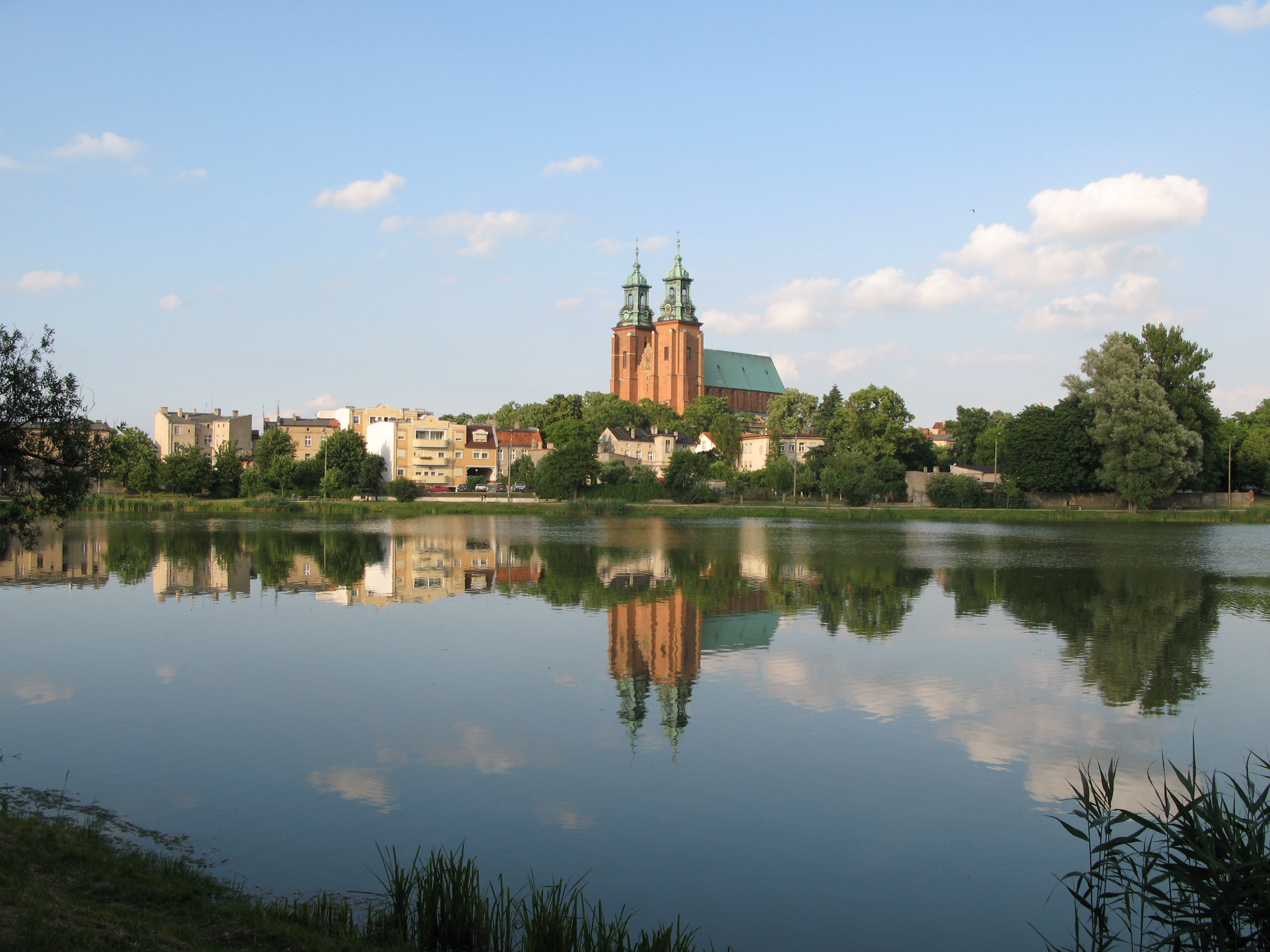
Basiliek van Gniezno